# Adriaan Anthoni van Bemmelen
Adriaan Anthoni van Bemmelen (* 3. November 1830 in Almelo; † 8. Januar 1897 in Rotterdam) war ein niederländischer Zoologe und Zoodirektor.

## Leben
Van Bemmelen war der Sohn von Johannes Frans van Bemmelen und Antoinetta Adriana de Kempenaer. Er hatte eine Schwester und zwei Brüder, von denen Jacob Maarten (1830–1911) ein bekannter Chemiker wurde. Am 26. Dezember 1830 starb sein Vater und seine Mutter zog mit den Kindern nach Leiden. Von frühester Jugend an war van Bemmelen an der Natur interessiert. In den Jahren 1848 bis 1850 belegte er Kurse in Zoologie, Physik, Chemie, menschlicher Anatomie und Anthropologie an der Universität Leiden.  Van Bemmelen wurde am 1. Juli 1859 zum zweiten Assistenten des Rijksmuseum van Natuurlijke Historie ernannt und am 1. Januar 1865 zum ersten Assistenten befördert. 1864 reiste van Bemmelen mit Otto Finsch nach Schlesien und besuchte viele deutsche Museen und Zoos. Auf dieser Reise lernte er zahlreiche deutsche Zoologen persönlich kennen, mit denen er in ständiger Korrespondenz stand, ebenso wie mit anderen ausländischen Naturforschern.
Van Bemmelen hatte nur kurze Zeit die Position des ersten Assistenten im Museum inne. Im Dezember 1866 wurde er zum Direktor des Rotterdamer Zoos ernannt, sodass er um seine Entlassung aus dem Staatsdienst bat, die ihm am 15. Januar 1867 gewährt wurde. Sein Vorgänger am Zoo Rotterdam (heute Diergaarde Blijdorp) war der Dompteur Henri Martin. Van Bemmelen modernisierte den Zoo grundlegend. Anstelle von Käfigen mit Gitterstäben baute er Räume, in denen sich die Tiere frei bewegen konnten. Bekannt wurde der künstliche Steingarten mit Indischen Antilopen, Yaks und Mufflons sowie eine 50 mal 24 mal 9 Meter große Voliere mit Watvögeln (insbesondere Stelzenläufer) und Graureihern (die sich in den Bäumen im Hintergrund der Voliere angesiedelt hatten). Diese Voliere galt als Pionierarbeit in der modernen Zootierhaltung und wurde vom Londoner Zoo nachgeahmt. Ferner entstanden während van Bemmelens Amtszeit eine Raubtiergalerie, ein Vogelhaus, weitere Volieren, in denen beispielsweise Greifvögel untergebracht waren, das Flora-Gewächshaus, das Palmen-Gewächshaus, das Victoria-Gewächshaus, ein Restaurant und ein Musiktempel. Er verfolgte auch eine gute Personalpolitik und gründete eine Pensionskasse für die Mitarbeiter. Nach seinem Tod wurde der Zoologe Johann Büttikofer, ehemaliger Kurator am Rijksmuseum van Natuurlijke Historie, zum neuen Zoodirektor ernannt.
Van Bemmelen wirkte am Werk Muséum d’histoire naturelle Tome I-III und an anderen Schriften von Hermann Schlegel mit. Abgesehen von einigen populären Artikeln befassten sich seine Veröffentlichungen hauptsächlich mit der niederländischen Fauna, sowohl mit Vögeln als auch mit anderen Wirbeltieren und auch Wirbellosen (Krebstiere, Moostierchen, Insekten, und anderen). 
Van Bemmelen war Mitbegründer und für 17 Jahre Vorsitzender der Nederlandsche Dierkundige Vereeniging. Er war Mitglied in verschiedenen anderen wissenschaftlichen Gesellschaften im In- und Ausland, darunter korrespondierendes Mitglied der Zoological Society of London, Mitglied der Königlich Batavischen Gesellschaft der Künste und Wissenschaften in Rotterdam, der Koninklijk Zeeuwsch Genootschap der Wetenschappen (KZGW) in Middelburg, der Koninklijk Zoölogisch-Botanisch Genootschap van Acclimatatie in Den Haag, Ehrenmitglied der Königlichen Niederländischen Gartenbaugesellschaft Linnaeus in Watergraafsmeer, Ehrenmitglied der Königlichen Zoologischen Gartens Natura Artis Magistra in Amsterdam,  korrespondierendes Mitglied der Sociedad Mexicana de Historia Natural sowie Ehrenmitglied des Zoologischen Gartens Dresden.
Van Bemmelen heiratete 1855 seine Nichte Georgina Serrurier. Aus dieser Ehe gingen drei Töchter hervor. Nach dem Tod seiner ersten Frau heiratete er 1893 die ebenfalls verwitwete Anna Kloppert.

## Dedikationsnamen
1867 beschrieb Otto Finsch die Bülbülart Criniger bemmeleni. Dieses Taxon ist heute ein Synonym für den Hakenschnabelbülbül (Setornis criniger). Die 1889 von Johann Büttikofer beschriebene Form Porphyrio bemmeleni wurde mit der auf Borneo vorkommenden Unterart Porphyrio indicus indicus des Schwarzmantel-Purpurhuhns synonymisiert. 1879 ehrte Fredericus Anna Jentink van Bemmelen im Artepitheton der Van-Bemmelen-Bulldoggfledermaus (Chaerephon bemmeleni)  aus West- und Ostafrika.